# Haste the Day
Haste the Day é uma banda de metalcore norte-americana formada em 2001. A banda lançou cinco álbuns de estúdio e em 2011 encerraram suas atividades. O nome da banda deriva de uma passagem do hino It Is Well with My Soul (em português, Estar bem com minha alma).

## História
Em finais de 2005, Jimmy Ryan anunciou sua decisão de deixar Haste the Day. Pouco tempo depois aceitou uma posição na Tooth & Nail Records. Onde está desde então, começou uma nova banda chamada Trenches. Seu último show com Haste the Day foi na cidade de Indianápolis em 30 de dezembro de 2005. Os restantes membros continuaram a turnê Europeia com Juliana Theory. Daí então dando lugar ao Stephen Keech, que era de uma outra banda cristã chamada New Day Awakening. Em 23 de fevereiro de 2006, o Haste the Day declarou um novo comunicado de imprensa que eles tinham feito oficialmente Keech como seu novo vocalista.
Em 2007, no CD "Pressure the Hinges", Haste the Day lançou um pequeno DVD, onde encontra alguns videos da banda como : "The Closest Thing To Closure", "American Love", e "When Everything Falls". Isto incluindo o último show com o Jimmy Ryan, um show com Stephen Keech de The Truth Tour.
A banda passou o Verão de 2007 na Vans Warped Tour, e pouco tempo depois passou um mês na estrada com Atreyu. O Haste the Day fechou em 2007 em terras dos Estados Unidos com As I Lay Dying. Haste the Day estão atualmente em uma turnê Americana com Scary Kids Scaring Kids, Drop Dead, Gorgeous e alguns colegas da cidade de Indianapolis.
Em 17 de Julho de 2008, a banda anunciou a expulsão do membro Jason Barnes por esse não comungar da fé cristã e considerarem isso contraditório para uma banda cristã.
Em 22 de Novembro de 2010, a banda anunciou que encerraria as atividades mais uma vez, alguns membros estão envolvidos em projetos fora da música pesada e mais interessados na família e outros projetos musicais, mas retornarão em 2014 com a música pesada.

### 2014 - O retorno
Visando arrecadar 65 mil dólares, para gravar seu novo álbum que sai em 2015, o Haste The Day busca a ajuda dos fãs para custear as despesas que ainda incluem mixagem, masterização que ficará a cargo do próprio vocalista Stephen Keech. Para o novo disco, o Haste The Day reuniu sua formação original com Stephen Keech e Jimmy Ryan nos vocais, Brennan Chaulk e Scotty Whelan nas guitarras, Mike Murphy no baixo e Giuseppe Capolupo na bateria.
O Haste The Day anunciou seu fim em Novembro de 2010, com seu último show em Março de 2011, na divulgação do disco Attack of the Wolf King, mais recente lançado pela banda.

## Membros

### Formação 2014
- Stephen Keech e Jimmy Ryan - vocais
- Brennan Chaulk e Scotty Whelan - guitarra
- Mike Murphy - baixo
- Giuseppe Capolupo - bateria

### Última formação (até 2011)
- Stephen Keech - vocais (2006-2011)
- Mike Murphy - baixo, backing vocals (2001-2011)
- Dave Krysl - guitarra (2009-2011) guitarrista de turnê (2008-2009)
- Giuseppe Capolupo - bateria (2009-2011)
- Scotty Whelan - guitarra, backing vocals (2009-2011)

### Membros passados
- Jimmy Ryan - vocais (2001–2005)
- Jason Barnes - guitarra solo (2001–2008)
- Devin Chaulk - baterias, backing vocals (2001–2008)
- Brennan Chaulk - guitarra, backing vocais (2001–2009)

## Discografia
| Data de lançamento    | Título                      | Editora             | Posição máx. Billboard 200 | Vendas nos EUA |
| 12 de Outubro de 2002 | That They May Know You (EP) | pelos próprios      | —                          | 10 000+        |
| 9 de Março de 2004    | Burning Bridges             | Solid State Records | —                          | 50 000+        |
| 28 de Junho de 2005   | When Everything Falls       | Solid State Records | #175                       | 75 000+        |
| 20 de Março de 2007   | Pressure The Hinges         | Solid State Records | #89                        | 75 000+        |
| 14 de Outubro de 2008 | Dreamer                     | Solid State Records | #68                        | 40 000+        |
| 29 de Junho de 2010   | Attack of the Wolf King     | Solid State Records | #74                        | N/A            |
| 18 de Maio de 2015    | Coward                      | Solid State Records |                            |                |